# زیردریایی یو-۵۸ (۱۹۳۸)
زیردریایی یو-۵۸ (۱۹۳۸) (به انگلیسی: German submarine U-58 (1938)) یک زیردریایی بود که طول آن ۴۳٫۹۰ متر (۱۴۴ فوت ۰ اینچ) بود. این زیردریایی در سال ۱۹۳۸ ساخته شد.